# 馬列尼奇
49°56′4″N 33°55′14″E / 49.93444°N 33.92056°E
馬列尼奇（烏克蘭語：Мареничі），是烏克蘭的村落，位於該國中部波爾塔瓦州，由米爾哥羅德區負責管轄，處於普肖爾河右岸，分別距離列伊基夫1.5公里和大索羅欽齊7公里，海拔高度95米，2001年人口224。